# Nådhammar

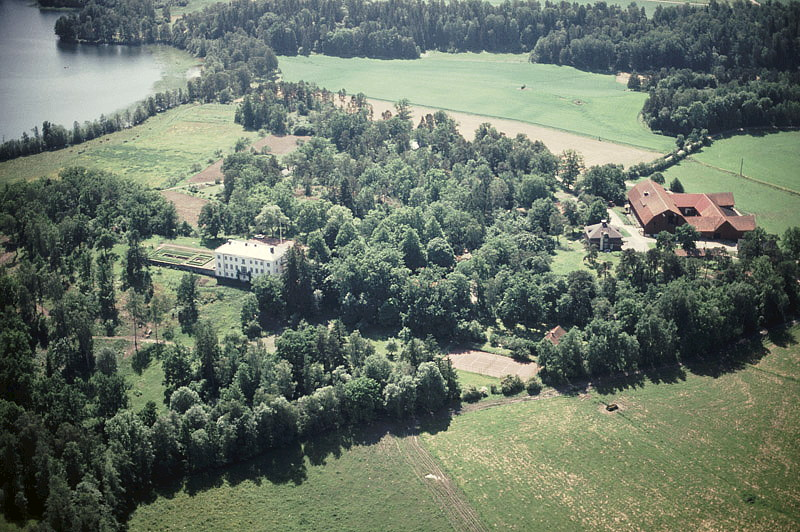
Nådhammar med omgivning 1991.

Nådhammar är ett gods och en herrgård i Vårdinge socken, Södertälje kommun, Stockholms län. Huvudbyggnaden uppfördes 1875 efter ritningar av arkitekten Hjalmar Kumlien. Nådhammar var på sin tid Sveriges största herrgårdsuppköpsmejeri. Idag bedrivs bland annat hästavel på gården. Nådhammar ägs sedan år 1990 av Jens Spendrup.
Nådhammar och närbelägna Edesta med tillhörande anläggningar och det av godsdriften präglade landskapet ingår i Vårdinge riksintresse för kulturmiljövården.

## Historik

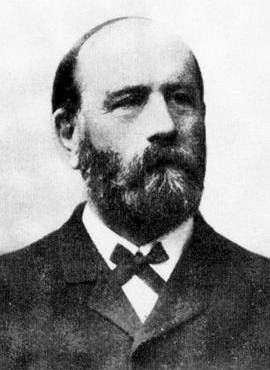
Hildemar Lidholm.

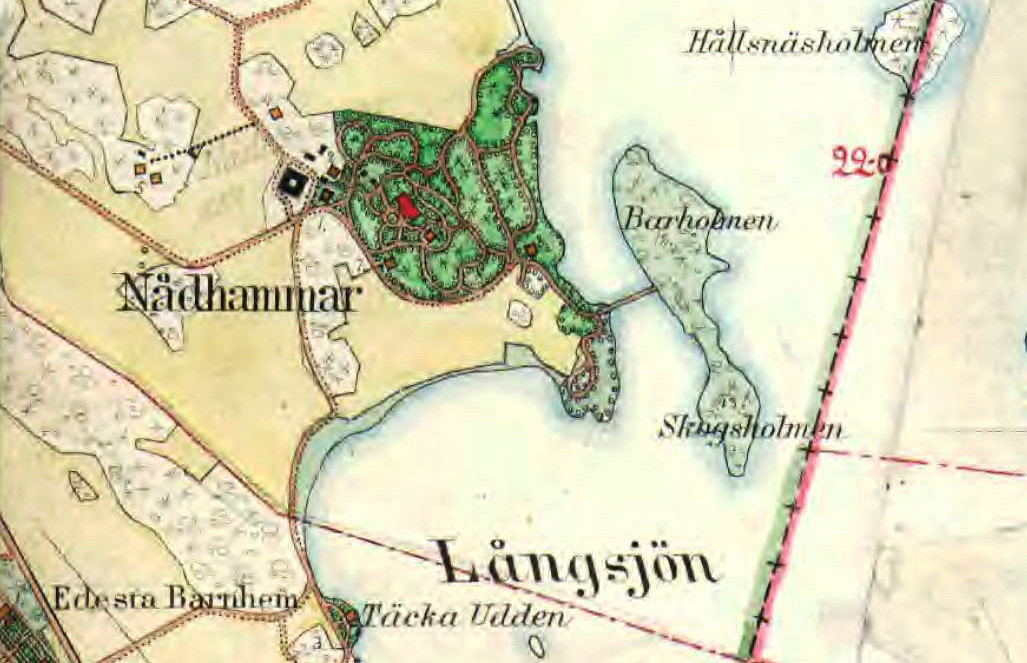
Nådhammar och Edesta på 1890-talet.

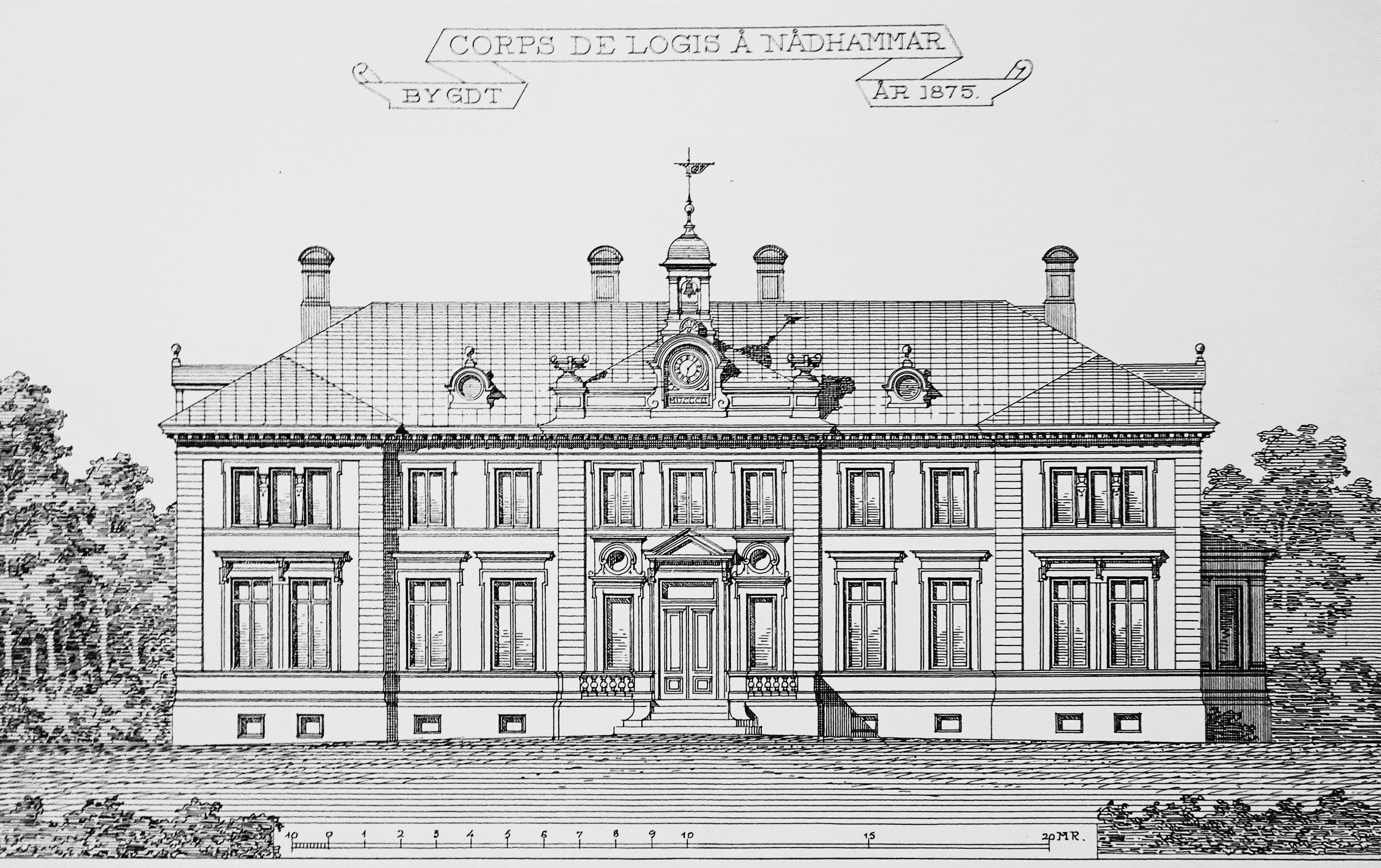
Hjalmar Kumliens fasadritning från 1875.

Nådhammar omnämns i dokument första gången 1334 som in nidhammar.   Förledet ”Nåd-” härrör från det fornsvenska ”nå” eller ”nä” lika med nära och efterledet ”-hammar”  betyder stenig, backig terräng. Det ursprungliga namnet skulle alltså vara Nåhammar och betyda ”gården på backarna i närheten”; intill mitten av 1850-talet var nämligen Nådhammar en del av granngården Edesta och sålunda gården på backarna i närheten av denna. 
Det vid Långsjön belägna godset Nådhammar övertogs 1867 av Hildemar Lidholm från sin bror Wilhelm, båda var födda och uppvuxna i Göteborg och hade ärvt egendomen efter sin mor, som i sin tur köpt gården 1857 från Bror Wilhelm Mörner af Morlanda, tidigare ägare till närbelägna gården Edesta. Hon hade först bosatt sig i Usta i Vårdinge socken innan hon köpte Nådahammar och 1859 lät uppföra ett nytt bostadshus och en ny ladugård här och flyttade hit 
På 1860-talet blev Nådhammar centralpunkt för en omfattande mejeriverksamhet som drevs av ”mejeripionjären” Hildemar Lidholm. Här lät han bygga en stor ladugård och ett mejeri. Hans affärsidé var att köpa in mjölk från kringliggande gårdar och sedan sälja den tillsammans med egen mjölk och smör i Stockholm i så kallade Nådhammarsbodar. 
Verksamheten växte och snart var Lidholms Nådhammar sin tids största herrgårdsuppköpsmejeri i Sverige. Under en period exporterade han mjölk och grädde så långt som till Storbritannien. Företaget hette The Magnet Dairy Co Ltd och låg i Kingston upon Hull på Englands nordöstra kust. 
Nuvarande huvudbyggnad lät Lidholm uppföra 1875 efter ritningar av arkitekten Hjalmar Kumlien. Kring huset anlades en engelsk park med slingrande vägar. För att vinna mer åkermark sänktes Långsjön 1891 med 1,4 meter vilket gav ett tillskott på 60 hektar mark. Omkring 1879 blev han blind, men fortsatte ändå att utveckla sitt verk. 1891 köptes även granngården Edesta och infogades i Lidholms egendom och hörde till hans sterbhus då det delades 1907. 
Mellan 1897 och 1907 fick Sofiahemmet disponera huvudbyggnaden. Här skapades under namnet Nådhammarhemmet ett konvalescent- och vilohem avsett för Sophiahemmets patienter. Efter Lidholms död 1904 fortsatte hans svärson, tyskfödde Fredrik Benzinger, att driva verksamheten. Han hade tidigare varit chef för det engelska mejeriet som Lidholm startat. 1905 blev Benzinger verkställande direktör för Mjölkbolaget som 1915 utgjorde stommen i den då bildade Landtmännens Mjölkförsäljningsförening, i folkmun kallad Mjölkcentralen (MC), alltså nuvarande Arla, där Benzinger var VD mellan 1915 och 1936.
År 1907 förvärvades Nådhammar av Sven Carlsson (1847–1924) som hade bland annat lång erfarenhet från oljebolaget Branobel i Baku. Nästa ägare till Nådhammar blev industrimannen Martin Waldenström som tillträdde 1918. Han anlitade arkitekt Ragnar Östberg att omgestalta Nådhammars huvudbyggnad från grunden. Det som tidigare varit en slottsliknande byggnad med tinnar och torn förvandlade Östberg i en stram italieninspirerad ”villa”.

## Historiska bilder

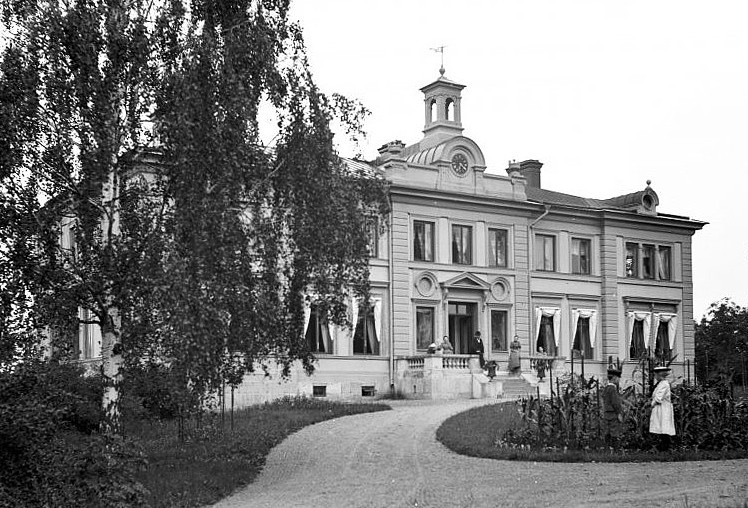
Nådhammars huvudbyggnad i Kumliens tappning.
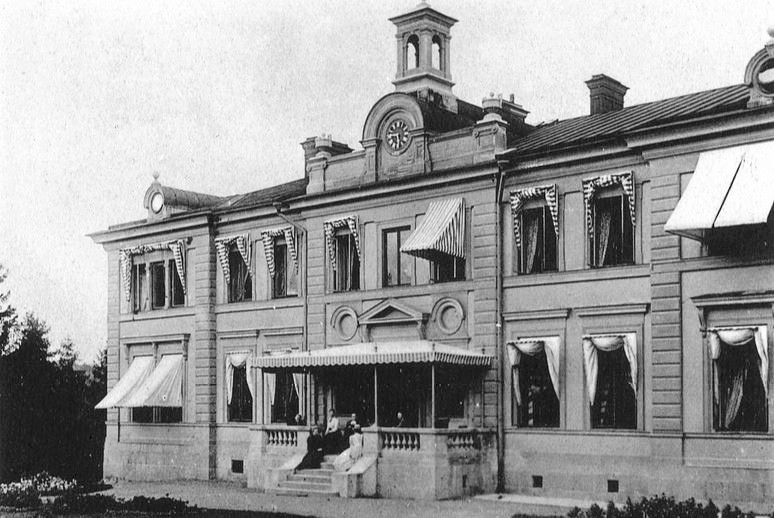
Nådhammarhemmet, 1890-tal.
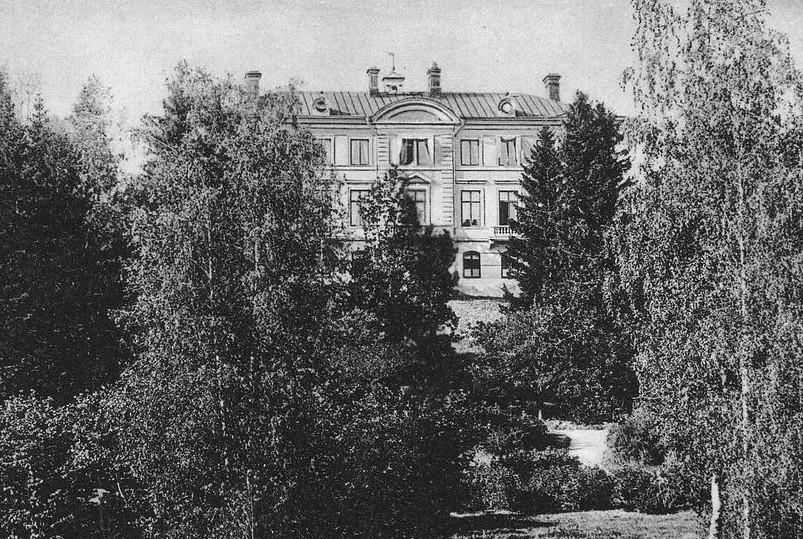
Fasad mot öster, 1890-tal.
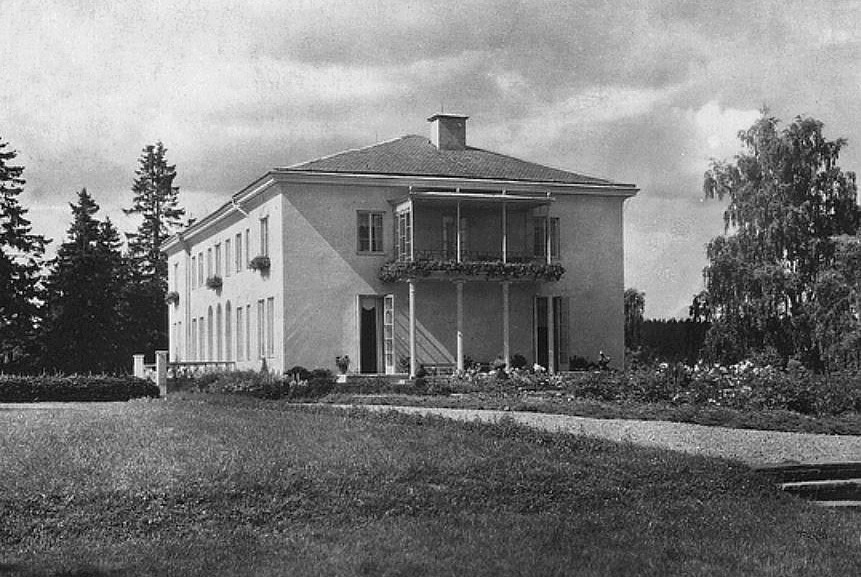
Nådhammars huvudbyggnad i Östbergs tappning.

## Gårdens vidare öden
Familjen Waldenström ägde Nådhammar till 1990 då bryggeriföretaget Spendrups förvärvade och lät renovera huvudbyggnaden. Dåvarande vd Jens Spendrup köpte jordbruksfastigheten och disponerade corps de logiet som tjänstebostad. År 2000 valde Spendrups att sälja huvudbyggnadens fastighet till Jens Spendrup. 
Verksamheten på gården idag utgörs av Stuteri Nådhammar. Företaget grundades av familjen Bjerketorp 2004 och sysselsätter två heltidsanställda personer. Verksamheten består i uppfödning av lipizzaner och SWB (Svenska halvblod), träning av hästar, inackordering, lösdrift, foderproduktion m.m.  Familjen Bjerketorp äger även en del av det ursprungliga Edesta samt arrenderar mark på Hjortsberga. Delar av Nådhammars jordbruksmark är utarrenderade till ägaren av Edesta Gård.
Övrig verksamhet är jakt och uthyrning av gårdens byggnader och lägenheter.
Familjen Waldenström äger ett antal nybildade fastigheter utefter stranden från Oxsundet mot gården.